# Hungarian Prune
Hungarian Prune es una variedad cultivar de ciruelo (Prunus domestica), de las denominadas ciruelas europeas.
Una variedad de ciruela antigua, se cree oriunda de (Hungría). Las frutas de un tamaño pequeño a medio, color de la piel azul violeta y rojo violeta en la tenue sutura, a menudo con algunos puntos grises, completamente cubierto por una espesa pruina de color blanco azulado, y su pulpa de color amarillo verdoso con venas de color amarillo verdoso, particularmente firme, muy dulce, parecida al vino, agradable.

## Sinonimia
- "Autriche Viollette",
- "Blaue Dattel Pflaume",
- "Blue Egg-Plum ?",
- "Datte de Hungrie",
- "Dattelzwetscke",
- "Datte Violette",
- "Datte de Hongrie",
- "Frühe Dattelzwetsche",
- "Grosse u. Lange Früh Zwetsche",
- "Hungarian Date",
- "Osterreichische Pflaume",
- "Quetsche de Hongrie",
- "Quetsche Datte Violette",
- "Quetsche de Hongrie",
- "Späte Dattel Pflaume",
- "Ungarische Pflaume",
- "Ungarische Dattelzwetsche",
- "Ungarishe Sabel Pflaume",
- "Violette Dattelzwetsche",
- "Turkische Zwetsche",
- "Ungarische Zwetsche",
- "Virginische Ludwig's Pflaume",[2]
- "Hongaarse kwets".[3]

## Historia
'Hungarian Prune' variedad de ciruela de la cual no se sabe nada de su historia, salvo que se ha cultivado durante mucho tiempo y que, como sugiere su nombre, procede de Hungría. Como en el caso de muchas de las variedades procedentes de Hungría, existen varias cepas de esta ciruela. La variedad que se conoce en Estados Unidos como húngara fue informada por Downing en 1876 como originaria de Bélgica, un error, ya que se sabe que se ha extendido durante mucho tiempo en Europa y las autoridades europeas la rastrean hasta Hungría.
'Hungarian Prune' ha sido descrita por: 1. Knoop Fructologie 2:61. 1771. 2. Willichs Dom. Enc. 4:190. 1803. 3. Lond. Hort. Soc. Cat. 143, 148. 1831. 4. Downing Fr. Trees Am. 2nd App. 156. 1876. 5. Oberdieck Deut. Obst. Sort. 404. 1881. 6. Mas Le Verger 6:51, fig. 26. 1866-73. 7. Koch Deut. Obst. 568. 1876. 8. Mathieu Nom. Pom. 452. 1889. 9. Cat. State Board Hort. 111 fig. 11. 1891. 10. Lucas Vollst. Hand. Obst. 474. 1894. 11. Lange Allgem. Garten. 2:4.21. 1897. 12. Mich. Hort. Soc. Rpt. 465. 1893. 13. Oregon Sta. Bul. 45:33. 1897. 14. Waugh Plum Cult. 109. 1901.

## Características
'Hungarian Prune' árbol de crecimiento lento y producción abundante (en racimos). También apto para suelos de turba. Es una raza resistente a diversas condiciones climáticas, y resistente a las enfermedades, que se puede cultivar con éxito en la mayor parte de Hungría, de donde procede. Se diferencia poco de las variedades típicas de P. domestica en cuanto a su forma de crecimiento, pero las hojas son más pequeñas, están claramente dobladas y caídas, lo que le da al árbol un aspecto distinto al de las P. domestica en general. Pero lo que más difiere es el fruto. El fruto y el hueso son más alargados que en otras variedades de su supuesta especie y el hueso es más grande, más plano, más picado y más puntiagudo en la base y el ápice. El tallo también es más largo que en la Domestica media. Produce cosecha regularmente. Tiene un tiempo de floración que comienza a partir del 14 de abril con el 10% de floración, para el 18 de abril tiene una floración completa (80%), y para el 26 de abril tiene un 90% de caída de pétalos.
'Hungarian Prune' tiene una talla de tamaño pequeño a medio (con peso promedio de 21.20 g), de forma  irregular, fruto largo y torcido, a veces curvado, con una sutura plana y una pequeña punta torcida; epidermis tiene una piel gruesa, algo ácida, que se desprende bien de la carne, siendo el color de la piel azul violeta y rojo violeta en la tenue sutura, a menudo con algunos puntos grises, completamente cubierto por una espesa pruina de color blanco azulado; Pedúnculo de longitud largo (promedio 10.18 mm), recto y delgado, colocado directamente sobre el fruto; pulpa de color amarillo verdoso con venas de color amarillo verdoso, particularmente firme, muy dulce, parecida al vino, agradable.
Hueso no adherido, grande, una característica peculiar es la extensión dura en la parte superior de la piedra que a menudo se suelta y forma una piedra encima de la piedra.
Madura de manera desigual, su tiempo de recogida de cosecha se inicia en su maduración en la segunda quincena de septiembre. Debido a su piel gruesa gruesa, se puede almacenar bien incluso después de la recolección.

## Progenie
- La ciruela 'Hungarian Prune' ha originado gracias a la fecundación de su gineceo como "Parental Madre" a la nueva variedad de ciruela: 'Skorospelka Krasnaja'

## Cultivo
Utilizada como ciruela de postre, mejor que ciruela de cocina. Más bien una curiosidad pomológica.